# 尋常中学校ストライキ事件
尋常中学校ストライキ事件（じんじょうちゅうがっこうストライキじけん）は、1895年（明治28年）10月から翌年3月までの6か月にわたり、沖縄県尋常中学校（現・沖縄県立首里高等学校）の生徒らが、校長の辞職・退陣と教育の刷新を求めて展開したストライキ事件（学校騒動）。一中ストライキ事件とも言う。

## 事件の要因
1894年（明治27年）、本土より赴任した校長の児玉喜八が、全校生徒への訓話で｢皆さんは普通語さえ完全に使えないくせに、英語まで学ばなければならないという気の毒な境遇にいる｣と述べて英語の授業を廃止しようとし、生徒らは差別意識が露わな校長の沖縄同情論に激怒した。このときは、生徒に信頼のあった下国教頭の説得で、英語を選択科目として設置することで騒ぎは収まった。しかし、翌年10月、児玉校長が下国教頭を休職とし、沖縄文化に理解のあった田島利三郎教諭を解雇処分にしたことで生徒の怒りが爆発し、校長の退陣を求めて半年に及ぶストライキを敢行した。

## ストライキの勃発
当時尋常中学生だった伊波普猷ら有志数人は、五月雨方式で退学届を提出して学校当局と県庁に揺さぶりをかけると同時に、下級生を含む全生徒を仲間に引き入れるという二面作戦を決行した。有志の演説を聴いた大半の生徒が同調して退学届を出したため、中学校は11月12日から実質的なストライキに突入した。この力を背景に、生徒代表は児玉校長に辞職勧告を堂々と通知した。これに対して児玉校長は、漢那憲和、照屋宏、真境名安興、屋比久孟昌、伊波普猷ら5人の生徒に、騒動の首謀者という理由で文部省令を盾に退学処分を下したが、この処分は火に油を注ぐようなものだった。その後も生徒たちは、新聞に彼らの主張を発表し、文部大臣に建白書を提出した。また、尋常中学校への入学をやめるよう沖縄本島の各地の学校を遊説してまわった。

## 児玉校長の解任
世論も生徒らの行動を全面的に支持したため、翌1896年（明治29年）、児玉校長は紛争の責任を問われて解任され、ストライキは中学生側の勝利に終わったが、運動を指導した漢那憲和や伊波普猷らの復学は認められなかった。

## 退学者のその後
ストライキの結果、退学処分となった生徒たちは様々な進路をたどった。
- 伊波普猷は、中学校を退学させられた後、1897年（明治29年）8月に上京し三度の浪人を経験した後に第三高等学校の第一部文科に合格する。同校卒業後に東京帝国大学に入学した普猷は、中学時代の恩師である田島利三郎と再会、居をともにした。この出会いがきっかけで、普猷は沖縄学の体系化を目指すようになる[4]。
- 漢那憲和は、幼時より海軍を志しており、退学後に当時の沖縄県知事であった奈良原繁らの援助を得て、海軍兵学校に入学した[5]。海軍少将まで昇進し、予備役編入後は衆議院議員となった。
- 照屋宏は、退学後に伊波と上京し、第一高等学校に一度の受験で合格した[6]。京都帝国大学工学部卒業後、鉄道技師として台湾のインフラ整備に尽力し、戦前に那覇市長を務めた。
- 金城紀光は、復学を許されて卒業した後は、第五高等学校を経て、東京帝国大学医科大学（医学部）を卒業し、医師となった。また、戦前に那覇市長を一期務めた。
- 真境名安興は、復学を許されて卒業した後は、沖縄県でジャーナリストとして活躍した。伊波との共同作業が多く、伊波の後任として県立沖縄図書館館長となった。
- 屋比久孟昌(1878-1902)は、1897年に士官候補生となり、歩兵第六連隊に配属、1900年に少尉に昇格して沖縄県出身者初の将校となり、正八位に叙されたが、ある中尉の妹との婚約がこじれ、憤慨して自殺した[7]。